# NOTAR

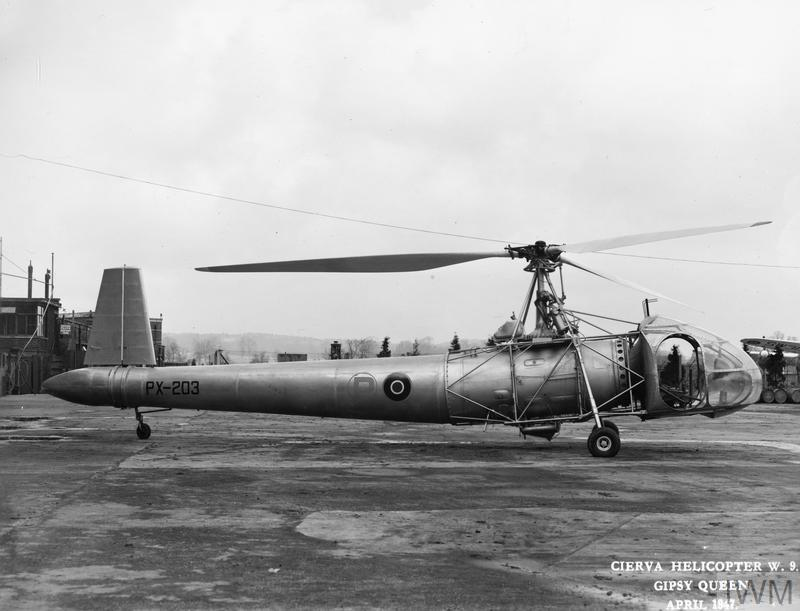
Експериментальний гелікоптер Cierva W.9 (1947)

1 — повітрозабірник, 2 — вентилятор, 3 — хвостова балка з соплами, що створюють ефект Коанда, 4 — кілі, 5 — реактивне повітряне сопло, 6 — потік від несного гвинта, 7 —поперечний переріз балки, 8 — сила, що компенсує реактивний момент

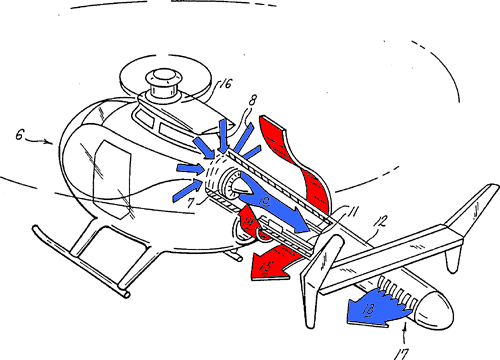
Схема руху повітря через систему NOTAR

NOTAR (англ. NO TAil Rotor — «без хвостового гвинта») —  схема компонування гелікоптерів, що передбачає систему компенсації реактивного моменту від несучого гвинта і керування гелікоптером по рисканню, яке використовують замість кермового гвинта.
Складається з вентилятора, що встановлений у хвостовій частині фюзеляжу, і системи повітряних сопел на хвостовій балці. Сопла в кореневій частині балки впливають на пограничний шар, внаслідок чого виникає ефект Коанда — потік повітря від несучого гвинта змінює своє спрямування, відхиляючись у бік. Цим компенсується реактивний момент. На кінці балки встановлене кероване реактивне повітряне сопло, яке застосовують для безпосереднього керування рисканням.

## Розробка
Застосування спрямованого повітряного потоку для компенсування реактивного моменту було апробоване у 1945 році на британському вертольоті Cierva W.9. Розробка системи NOTAR почалась у 1975 році в компанії Г'юз Гелікоптерз (англ. Hughes Helicopters). В грудні 1981 року виконав перший політ вертоліт OH-6, обладнаний цією системою. Суттєво модернізований варіант здійснив політ в березні 1986 року (до цього часу компанія «Г'юз Гелікоптерз» увійшла в склад компанії МакДоннел Дуглас (англ. McDonnell Douglas).
Надалі було розроблено і виготовлено модель NOTAR 520N (N520NT), що здійснила перший політ 1 травня 1990 р. Згодом ця машина зазнала катастрофи, 27 вересня 1994 р. зіткнулась в груповому польоті з вертольотом AH-64D «Апач».

## Ідея
Хоча ідея використання ефекту Коанда вимагала часу для удосконалення, теоретична основа системи NOTAR є простою: керувальна сила виникає з тієї ж причини, з якої виникає підіймальна сила крила  — через несиметричне обтікання профілю повітряним потоком. В хвостовій частині фюзеляжу (поблизу основи хвостової балки) розташований вентилятор, що приводиться в рух від редуктора несного гвинта. Вентилятор створює потік повітря, що виходить через два сопла на правій стінці хвостової балки, примушуючи низхідний потік повітря від несного гвинта, що обдуває балку, відхилятись вліво, створюючи аеродинамічну силу, спрямовану вправо. Крім того, для керування використовується реактивне повітряне сопло на кінці хвостової балки і кілі.
Переваги системи NOTAR полягають у підвищенні безпеки (кермовий гвинт є уразливим вузлом вертольотів одногвинтової схеми) і значному зниженні рівня шуму та вібрацій. Вертольоти, що оснащені NOTAR є одними з «найтихіших». Недоліком системи є те що вона потребує підведення більшої потужності у порівнянні із хвостовим повітряним гвинтом.

## Застосування
Відомі три моделі серійних вертольотів, що використовують систему NOTAR, всі вони виготовляються компанією «MD Helicopters»:
- MD 520N — варіант серійного MD 500 із встановленою системою NOTAR[1]
- MD 600N — збільшений варіант MD 520N
- MD Explorer (MD 900) — дводвигуновий восьмимісний вертоліт.

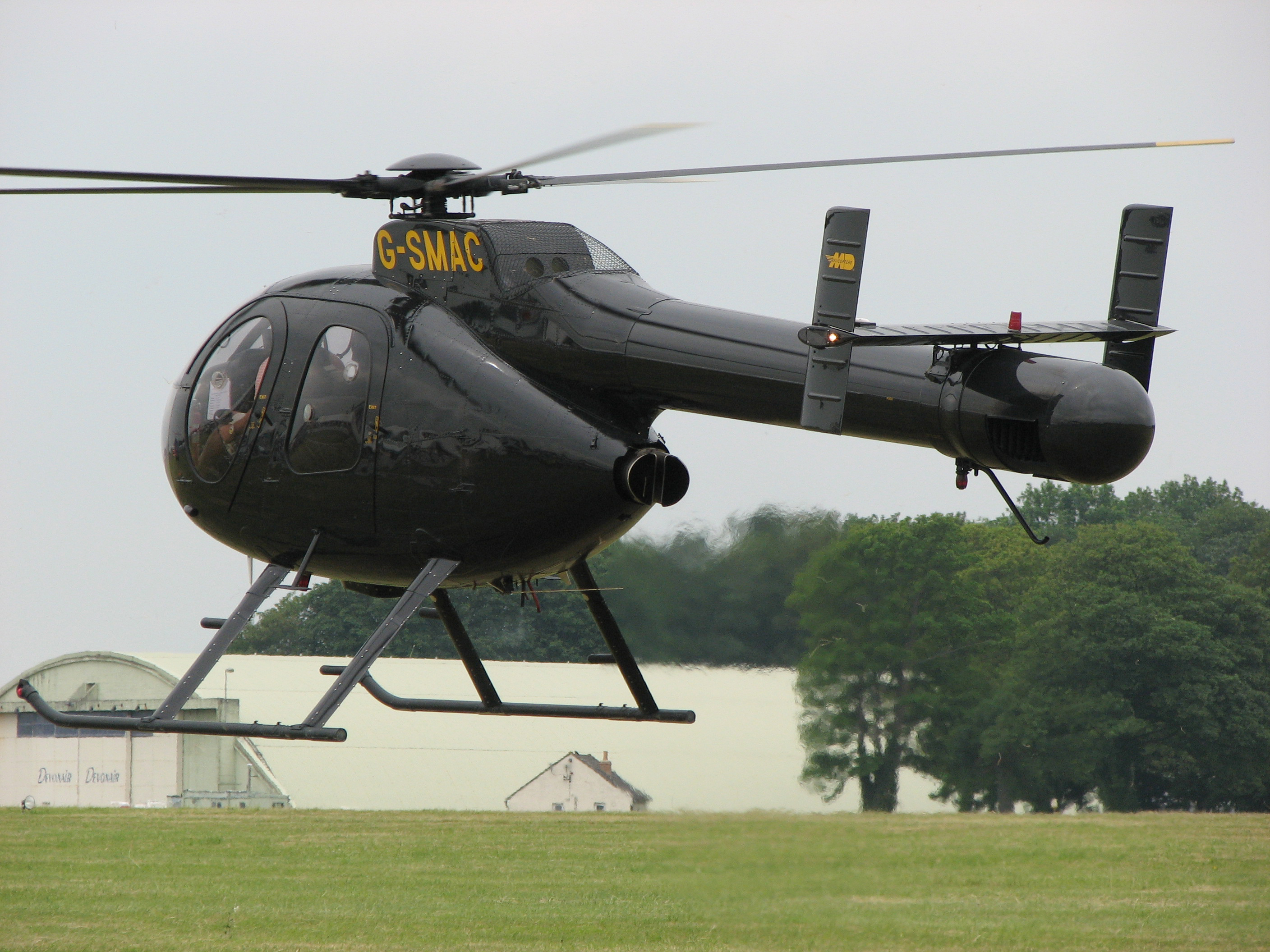
MD 520N із системою NOTAR
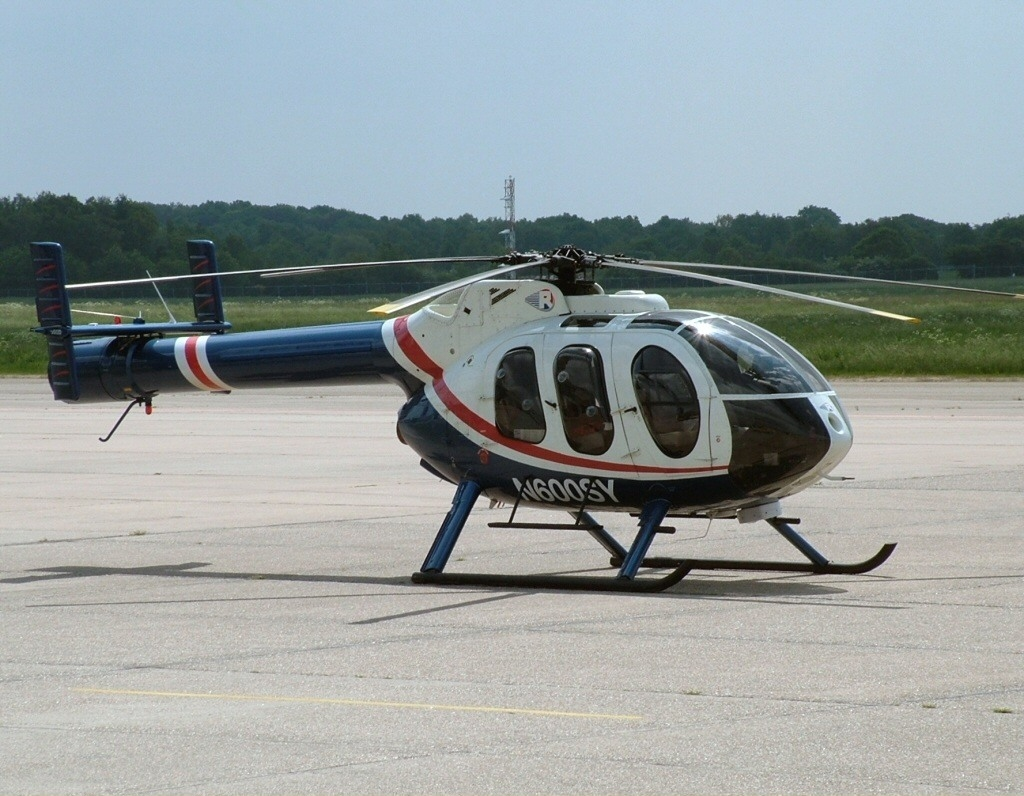
MD 600N з системою NOTAR
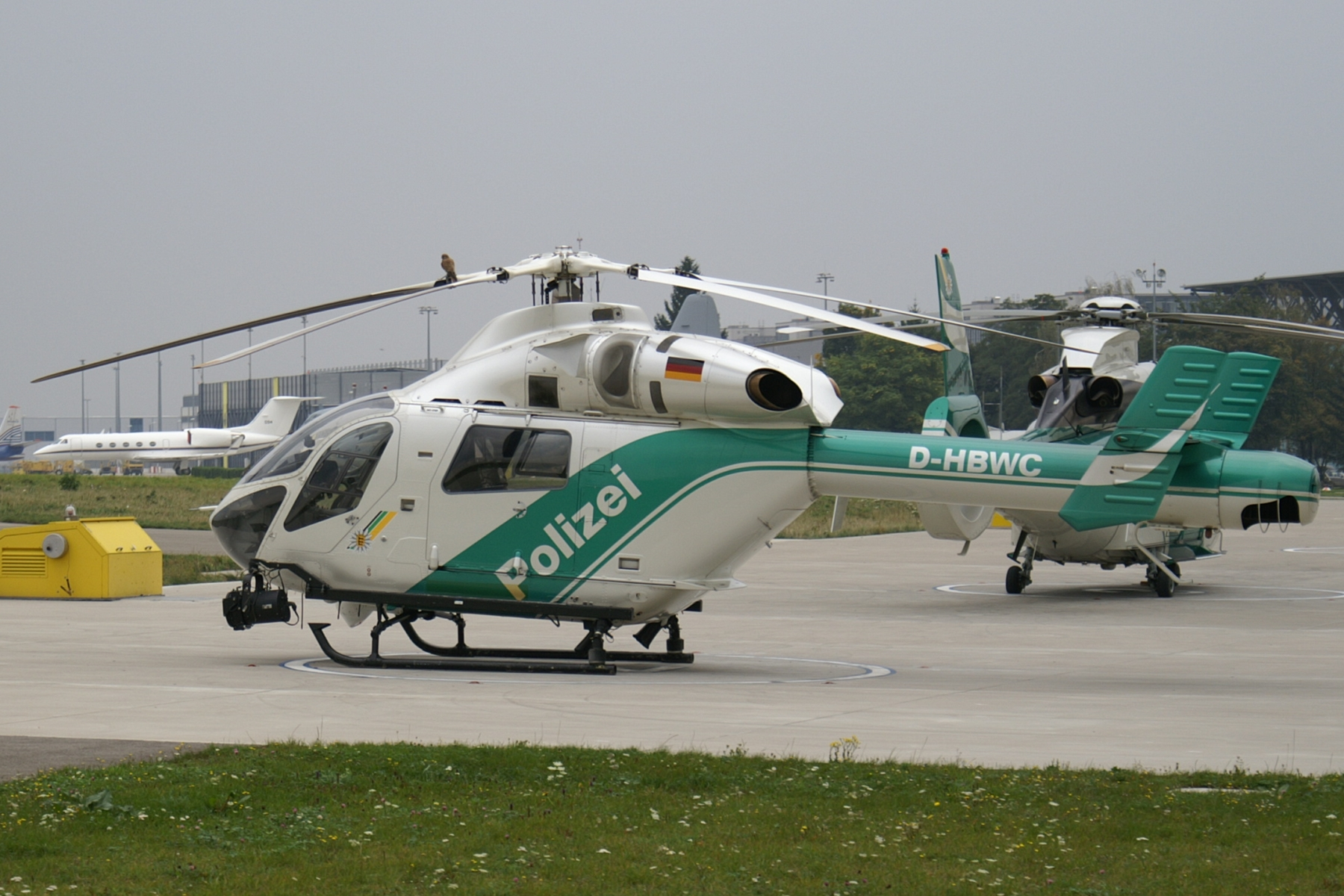
MD Explorer на службі у німецькій поліції